# Kajaran (làng)
Qajaran là một đô thị thuộc tỉnh Syunik, Armenia. Dân số ước tính năm 2011 là 217 người.